# منطقة ديكينا
منطقة ديكينا ( (بالبورمية: ဒက္ခိဏခရိုင်)‏ ; تترجم حرفيا. المنطق الجنوبية) هي منطقة تابعة لإقليم اتحاد نايبيداو في ميانمار .  